# Архитектура Албании
Архитекту́ра Алба́нии находится под влиянием иллирийской, греческой, римской, османской и итальянской архитектуры, сохраняя при этом различные албанские особенности, такие как албанский дом. От античности до современности, города Албании развивались внутри крепостей, включая жилые дома, религиозные и коммерческие структуры, с постоянным перепроектированием городских площадей и эволюцией методов строительства.

## Античность
Начало архитектуры в Албании датируется серединой неолита, с открытия доисторических жилищ в Дунавеце и Малике. Они были построены на деревянных платформах, которые опирались на столбы, воткнутые вертикально в почву. Доисторические жилища в Албании делятся на три типа: дома на земле, дома наполовину под землёй, а также дома над землёй.
С V века до н. э., греческие колонии Аполлония и Диррахий процветали, в то же время появились такие иллирийские города, как Биллис, Амантия, Димали, Албанополис и Лиссус. Они были построены на вершине высоких холмов и окружены укреплёнными стенами. Были также построены социальные объекты: амфитеатр в Дурресе, храмы Аполлонии, Бутринт, а также различные стоа, театры, стадионы.

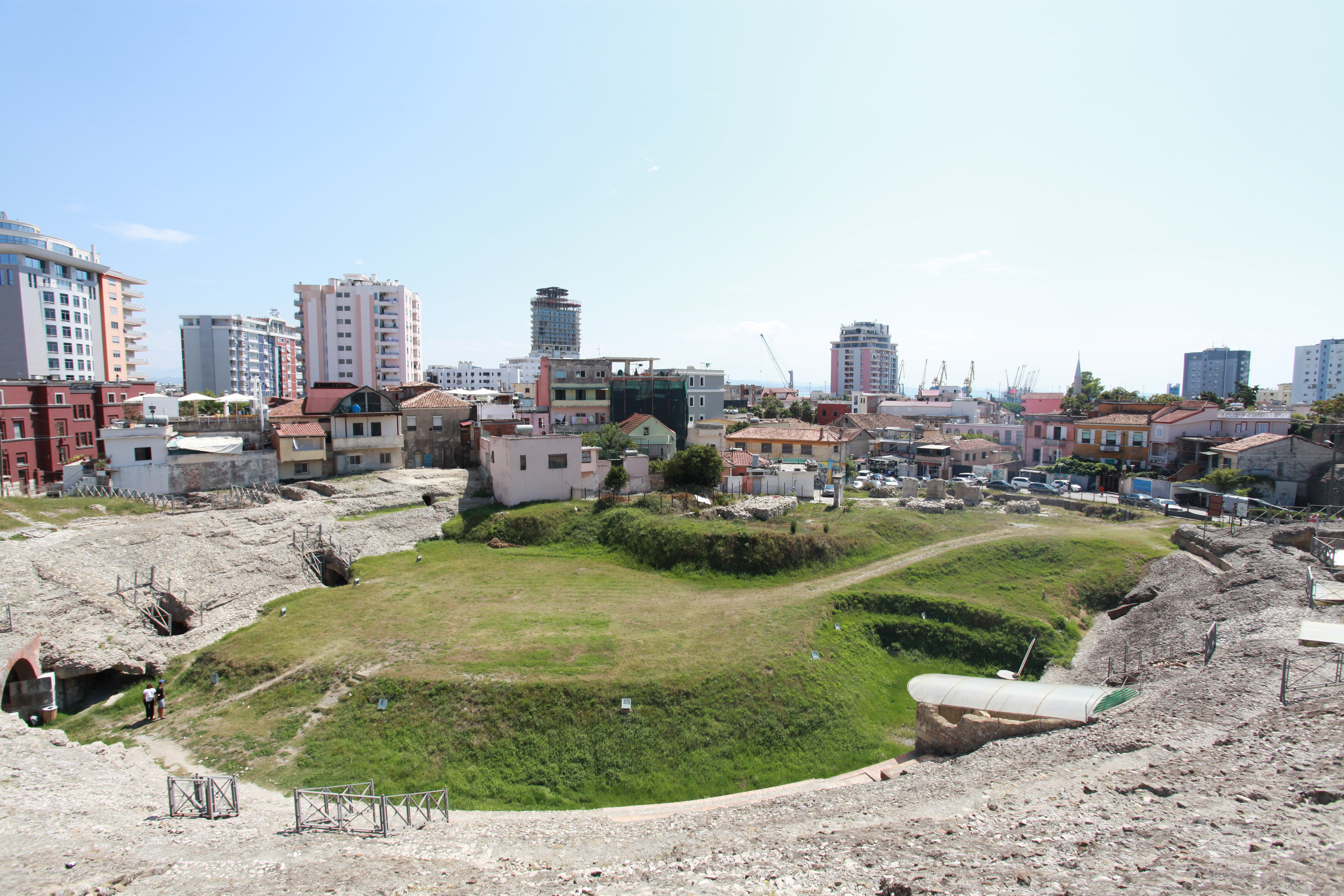
Амфитеатр в Дурресе
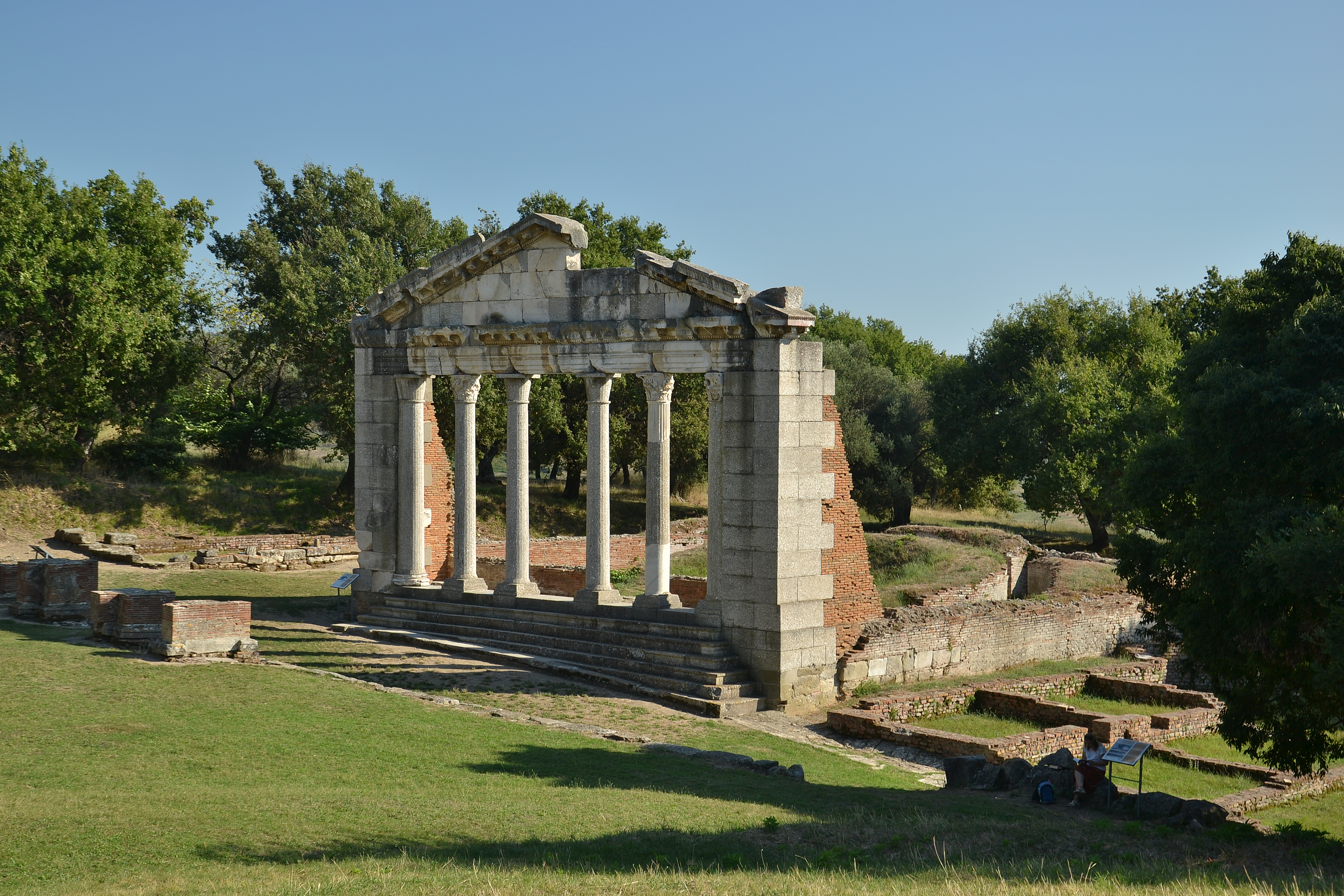
Монумент в Аполлонии
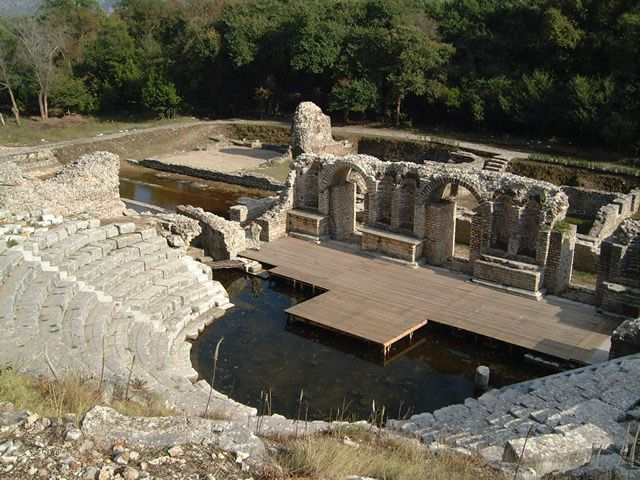
Римский театр Бутринт
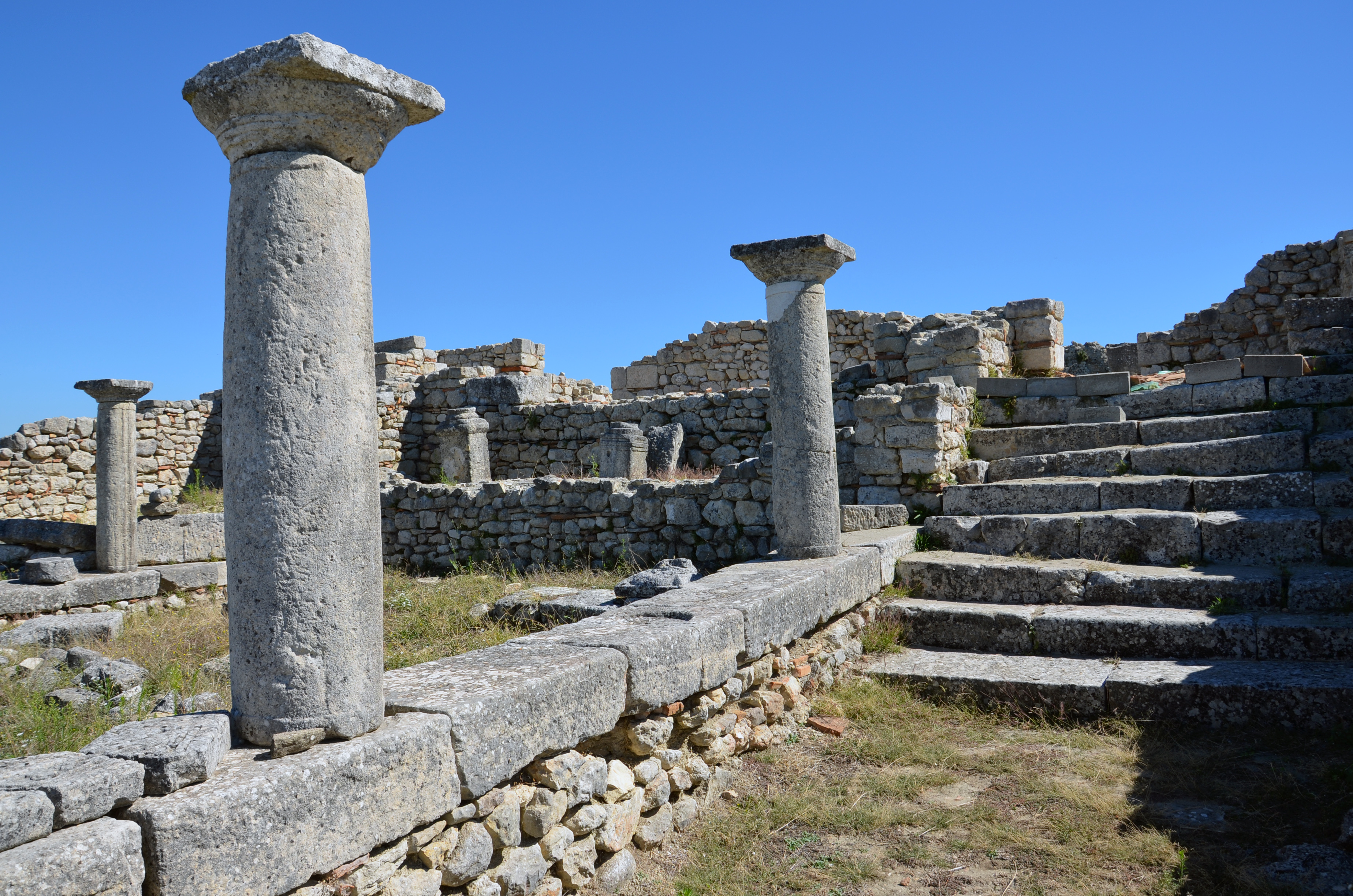
Деталь позднеантичного собора в Биллисе
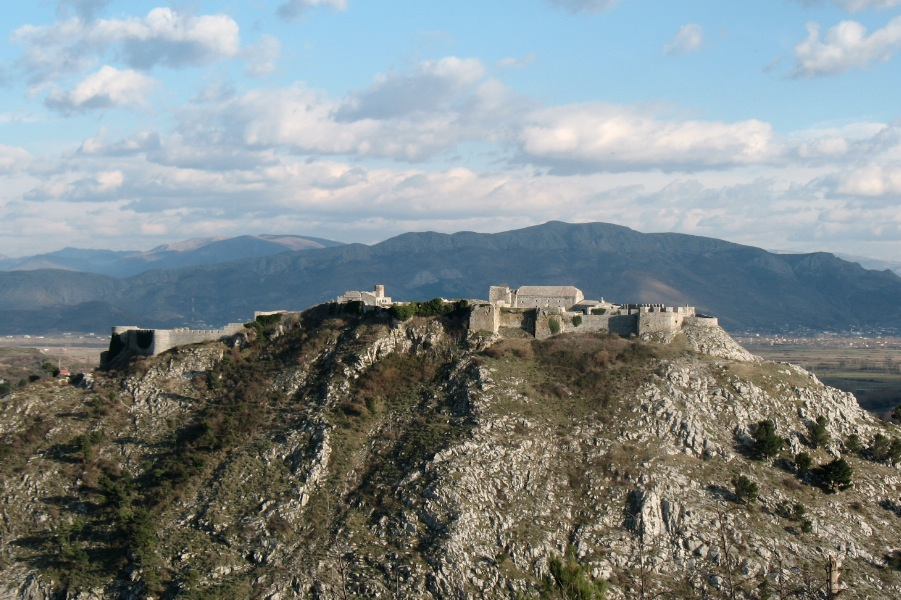
Крепость Розафа в Шкодере

Между I и V веками н. э. стены Дурреса были укреплены тремя защитными слоями. Был построен ипподром. Санитарные системы были усовершенствованы. В то же время в Аполлонии появились добавлены библиотека и одеон. Этот период также отмечен строительство термальных ванн.

### Ранняя христианская архитектура
Одними из ранних христианских построек являются базилики. Самая большая из них в Албании это базилика Бутринта, расположенная в юго-восточной части древнего города.

## Средневековье
В Средневековье существовала разнообразная архитектура жилых домов, инженерных и оборонительных сооружений. Тем не менее, некоторые античные исторические сооружения были повреждены в результате вторжения Османских сил.
В XV веке особое внимание было уделено защитным сооружениям, таким как крепости Девол, Бутринт и Шкодер. Большая реконструкция проводилась на стратегически важных объектах, таких как крепости Эльбасан, През, Тепелена и Влёра, причем последняя была наиболее важной на побережье.

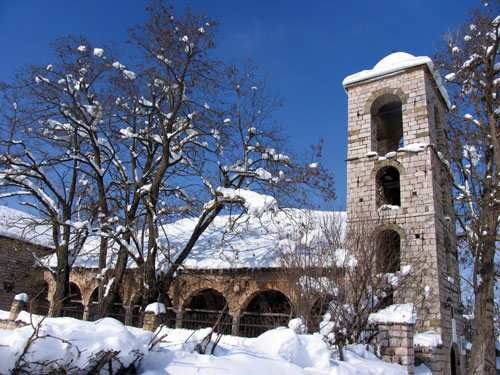
Церковь Святого Николая в Воскопое

##### Религиозные объекты
Средневековые мечети Албании можно разделить на две категории: те что перекрыты куполом, и те что перекрыты крышей. Последние были распространены после Османского нашествия, они появлялись путём перестройки церквей в городах Шкодер, Брет, Эльбасан и Канина. Например, Свинцовая мечеть, построенная Мустафой Решит Пашой в Шкодере напоминает типичную Стамбульскую мечеть.
С другой стороны, христианские религиозные постройки многое унаследовали от дохристианской архитектуры. Между XVI—XIX веками появился ряд небольших христианских построек с простым оформлением. Например: монастырь Арденица и церковь Святого Николая во Воскопое. Последняя является одним из наиболее ценных памятников в Албании. Её внутренние стены покрыты картинами известных художников Давида Селеницы и братьев Константина и Атанашеса Зографов.

## Развитие средневекового города между XV—XIX веками
В XVIII веке силуэты городов Албании стали включать в себя места отправления культа и башню с часами. Они, вместе с другими социальными структурами, такими как термальные ванны, фонтаны и медресе, обогащали центр города и его окрестности.
В XIX веке базар выступает как центр производства и торговли, в то время как город расширяется за пределы крепости, которая полностью теряет свою функцию и жителей. В течение этого периода Шкодер и Корса стали важными центрами торговли и ремёсел.
Средневековые города в Албании классифицируются по двум критериям:
- Города связаны с укреплениями, такие как Берат и Гирокастра.
- Города которые лежат на равнинах или крутых ландшафтах, такие как Тирана, Кавайя и Эльбасан.

##### Албанские дома

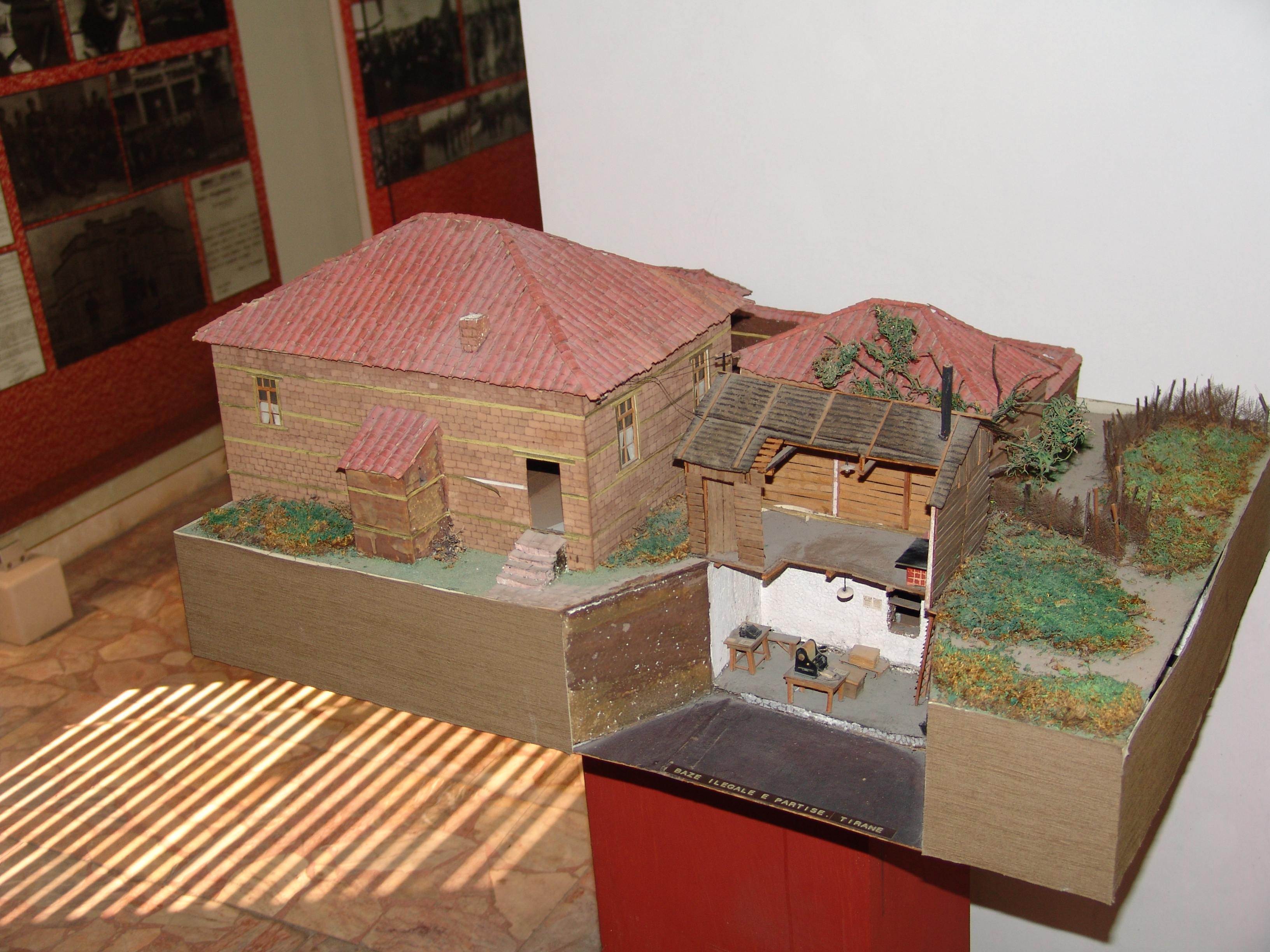
Макет албанского дома

Албанские жилые или укреплённые дома-башни (кулы) были распространены между XVIII и XIX веками в результате сопротивления османскому завоеванию, албанского национального возрождения и становления капитализма. В большинстве случаев они принимали форму большого семейного дома.
Южные албанские дома кулы находятся в Берате, Химаре и Гирокастре. Башенные дома Гирокастры были построены в XIII веке, до османского завоевания. Согласно их пространственно-планировочной структуре, албанские дома делятся на четыре группы:
- Дома с камином/очагом. Эти дома находятся в районе Тираны и назывались «домами огня». Занимают высоту в два этажа.
- Дома с крыльцом. Отличительная черта этого типа является связь дома с задним двором и окружающей природной средой. Часто эти дома построены на равнине, землю жители используют для сельскохозяйственных целей.
- Дома с чердаком типа балкона на верхнем этаже, предназначенном для гостей или отдыха. Они обычно находятся в Берате, и реже в Круе и Леже. Чердак является доминирующим элементом во внешнем виде здания, находясь на главном фасаде, первоначально спроектирован, чтобы всегда быть открытым. Чердак широко используется жителями в теплое время года. Он также служит в качестве связующего звена с другими зонами дома. Эти дома делятся на несколько подтипов: дома с чердаком на передней части, с другой стороны или в центре. Примером такого сооружения является дом Хадждар в Эльбасане.
- Городская кула. Находятся в Гирокастре, Берате, Круе, Шкодере, использовались для оборонительных и складских целей. Первый этаж обычно служил в качестве укрытия для крупного рогатого скота в зимний период и склада для запасов воды в засушливые летние месяцы.

##### Северная албанская кула

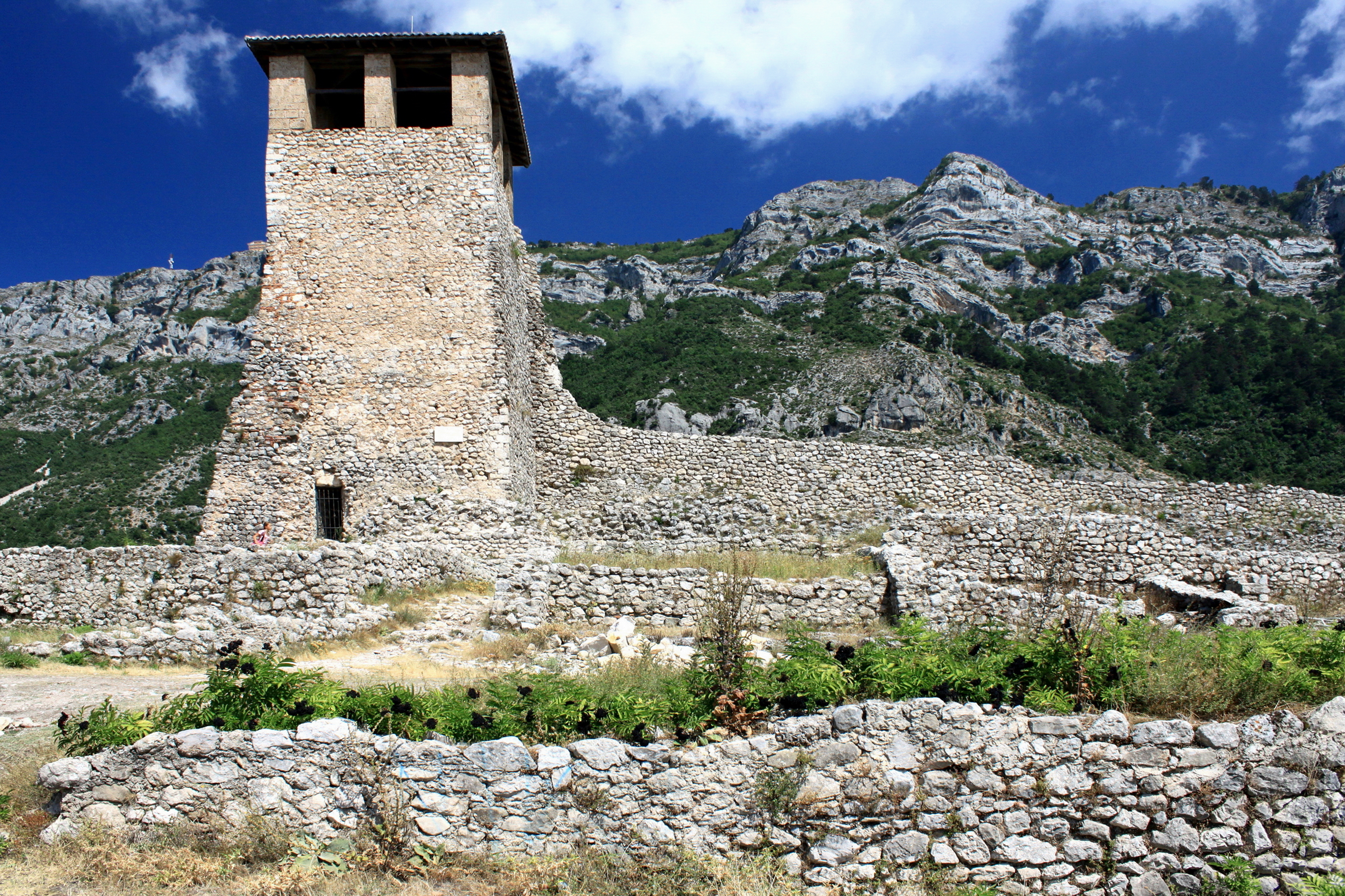
Албанская кула

Северная албанская кула — это сильно укреплённый жилой дом, построенный в северной Албании и в регионе Косово. Албанское слово kulla означает башня. Северные албанские кулы имеют небольшие окна и бойницы, ведь главная их цель — защитить от нападения. Вначале они строились из дерева и камня, а затем — только из камня.
Первые кулы были построены в XVII веке, в то время, когда в регионе продолжались бои. Большинство из них всё же относятся к XVIII—XIX векам. Они почти всегда строились как часть комплекса с другими зданиями с различными функциями, но в некоторых селах кулы присутствуют и как отдельно стоящие постройки.
Некоторые кулы использовались в качестве мест изоляции и убежищ, или «запертых башен» для укрытия лиц, на которых охотятся кровные враги. Большинство кул имеют 2-3 этажа. Характерный архитектурный элемент — это палата или комната сбора людей, которая, как правило, размещается на втором этаже.

## Албанские города в первой половине XX века

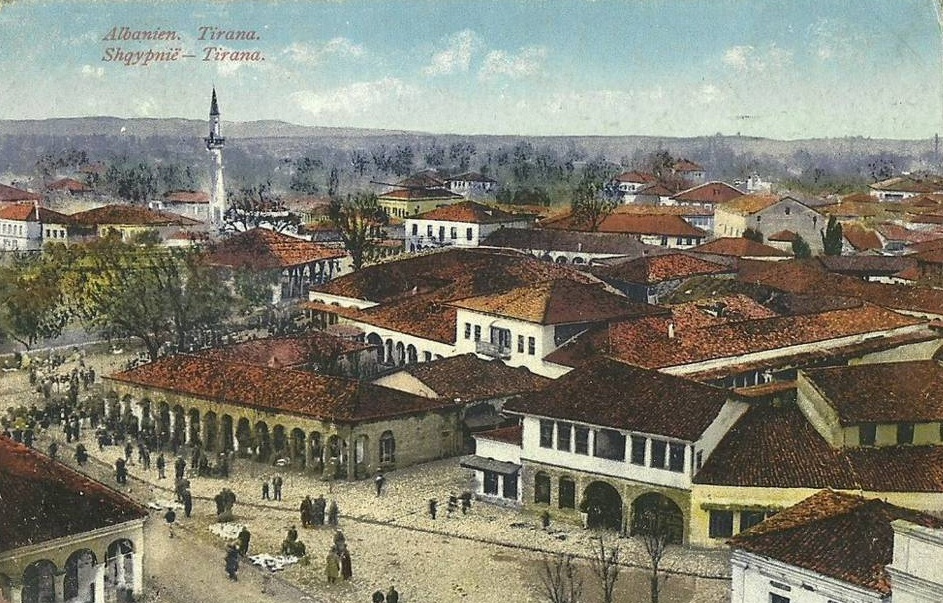
Тирана перед 1914 годом

Первая половина XX века начинается с австро-венгерской оккупации, а заканчивается итальянским вторжением. За это время, албанские средневековые города были преображены австро-венгерскими архитекторами, которые придали им вид европейских городов.
Центр Тираны был спроектирован Флорестано Ди Фаусто и Армандо Бразини, хорошо известными архитекторами того времени. Бразини заложил основу для организации министерских зданий в форме круга в центре города. План был пересмотрен албанским архитектором Эшрефом Фрашери, итальянским архитектором Кастеллани и австрийскими архитекторами Вайсом и Колером. Была принята прямоугольная форма с системой параллельных улиц, северная часть главного бульвара была открыта. Эти проекты легли в основу будущих планов реконструкции городов Албании после Второй мировой войны.

## Коммунизм и посткоммунистический период
С 1944 по 1991 годы города пережили сокращение архитектурного качества. Были построены массивные социалистические жилые комплексы, широкие дороги, фабрики, в то время городские площади были перестроены и ряд исторических зданий снесены.
Период после падения коммунизма часто описывается негативно с точки зрения городского развития. Киоски и жилые дома начали занимать бывшие общественные места без продуманной планирования, начали формироваться неформальные районы вокруг городов, заселённые внутренними мигрантами, приехавшими из отдаленных сельских районов. Уменьшение городского пространства и увеличение пробок стали основными проблемами вследствие отсутствия планирования. В рамках административной реформы 2014 года все городские центры в Албании были переделаны и перекрашены, чтобы придать им более средиземноморский вид.
Хотя многое было достигнуто, критики утверждают, что нет четкого видения будущего в архитектуре и планировке Тираны. Некоторые из проблем, стоящих перед Тираной — это потеря общественного пространства и хаотичное строительство, грунтовые дороги в пригородных районах, гибель искусственного озера Тираны, строительство центральной автобусной станции и отсутствие мест парковки. Будущие планы включают: строительство мультимодальной станции Тираны, трамвайной линии, реабилитация поймы реки Тираны, строительство нового бульвара вдоль бывшего железнодорожного вокзала Тираны и достройка Большой кольцевой дороги.